# Andrew Goudelock
Andrew Goudelock (ur. 7 grudnia 1988 w Stone Mountain) – amerykański koszykarz, grający na pozycji rozgrywającego, obecnie zawodnik RETAbet Bilbao Basket.
Przed grą w NBA, Goudelock spędził cztery lata na uniwersytecie College of Charleston. 4 stycznia 2010, w meczu przeciwko ówczesnym mistrzom NCAA, Uniwersytetowi Karoliny Północnej, Goudelock trafił rzut trzypunktowy, który doprowadził do dogrywki, w której Cougars okazali się lepsi. W trakcie czwartego, ostatniego sezonu zdobywał 23,4 punktu na mecz i był czwartym najlepszym punktującym w kraju. 15 marca 2011 w meczu pierwszej rundzie turnieju NIT, przeciwko uczelni Dayton, Goudelock zdobył 39 punktów, rzucając ośmiokrotnie celnie za trzy punkty. Pomimo spędzonego sezonu w drużynie Los Angeles Lakers, Andrew Goudelock nie zyskał uznania w oczach sztabu szkoleniowego i 27 października 2012 został zwolniony.
W drafcie NBA 2011 został wybrany z 41 numerem przez Los Angeles Lakers. 9 grudnia 2011 podpisał z nimi kontrakt. 17 grudnia został wysłany do drużyny z D-League, Los Angeles D-Fenders, i po jednym występie (24 punkty, 7 asyst) został ściągnięty ponownie do Lakers.
9 marca 2016 roku podpisał umowę do końca sezonu z klubem Houston Rockets.
9 lipca 2017 został zawodnikiem włoskiego EA7 Emporio Armani Mediolan.
17 października 2019 został zawodnikiem włoskiego Umana Reyer Wenecja. 12 sierpnia 2020 dołączył do litewskiego BC Rytasu Wilno.
30 czerwca 2021 zawarł umowę z hiszpańskim RETAbet Bilbao Basket.

## Osiągnięcia
Stan na 4 lipca 2021, na podstawie, o ile nie zaznaczono inaczej.
NCAA
- Zawodnik roku Southern Conference (2011)[14]
- Zaliczony do składów:
  - I składu:
    - konferencji Southern (SoCon – 2009–2011)
    - turnieju:
      - konferencji Southern (2010, 2011)
      - Charleston Classic (2009)
      - Coaches vs. Classic Toledo Subregional (2011)

    - pierwszoroczniaków SoCon (2008)

  - II składu:
    - konferencji Southern (2008)
    - turnieju konferencji Southern (2009)
- Lider wszech czasów w zdobytych punktach uczelni Charleston
- Uczestnik meczu gwiazd NCAA – Reese's College All-Star Game (2011)

Drużynowe
- Mistrz Włoch (2018)
- Wicemistrz:
  - Eurocup (2014)
  - Litwy (2021)
- Zdobywca:
  - pucharu:
    - Włoch (2020)
    - Rosji (2014)
    - Izraela (2017)

  - superpucharu Polski (2017)
- Finalista:
  - Pucharu Turcji (2015)
  - Superpucharu Włoch (2019)
- Uczestnik Final Four Euroligi (2015)

Indywidualne
- MVP:
  - Eurocupu (2014)
  - finałów mistrzostw Włoch (2018)
  - ligi VTB (2014)
  - D-League (2013)
  - Pucharu Rosji (2014)
  - miesiąca:
    - D-League (marzec 2013)
    - ligi VTB (luty 2014)
- Zaliczony do:
  - I składu:
    - Eurocup (2014)
    - D-League (2013)
    - ligi izraelskiej (2017)

  - II składu Euroligi (2015)
- Uczestnik D-League All-Star Game (2013)
- Zwycięzca konkursu rzutów za 3 punkty ligi litewskiej (2021)

## Statystyki w NBA
Na podstawie.

### Sezon regularny
| Sezon   | Drużyna     | M  | S5 | MPG  | FG%   | 3P%   | FT%   | RPG | APG | SPG | BPG | PPG |
| ------- | ----------- | -- | -- | ---- | ----- | ----- | ----- | --- | --- | --- | --- | --- |
| 2011/12 | L.A. Lakers | 40 | 0  | 10,5 | 39,1% | 37,3% | 91,7% | 0,8 | 0,5 | 0,1 | 0,0 | 4,4 |
| 2012/13 | L.A. Lakers | 1  | 0  | 6,0  | 0,0%  | –     | –     | 1,0 | 0,0 | 0,0 | 0,0 | 0,0 |
| 2015/16 | Houston     | 8  | 0  | 6,3  | 45,0% | 11,1% | 75,0% | 0,3 | 0,5 | 0,8 | 0,3 | 2,8 |
| Razem   |             | 49 | 0  | 9,7  | 39,3% | 34,5% | 87,5% | 0,7 | 0,5 | 0,2 | 0,0 | 4,0 |

### Play-offy
| Sezon | Drużyna     | M | S5 | MPG  | FG%   | 3P%   | FT%  | RPG | APG | SPG | BPG | PPG  |
| ----- | ----------- | - | -- | ---- | ----- | ----- | ---- | --- | --- | --- | --- | ---- |
| 2012  | L.A. Lakers | 4 | 0  | 2,5  | 66,7% | 100%  | –    | 0,3 | 0,0 | 0,0 | 0,0 | 1,3  |
| 2013  | L.A. Lakers | 3 | 2  | 26,7 | 44,4% | 20,0% | 100% | 1,7 | 1,0 | 1,7 | 0,0 | 12,0 |
| 2016  | Houston     | 2 | 0  | 5,5  | 50,0% | 0,0%  | –    | 1,0 | 0,0 | 0,0 | 0,0 | 3,0  |
| Razem |             | 9 | 2  | 11,2 | 46,7% | 25,0% | 100% | 0,9 | 0,3 | 0,6 | 0,0 | 5,2  |